# Državno kazalište sjeverne Grčke
Državno kazalište Sjeverne Grčke (Κρατικό Θέατρο Βορείου Ελλάδος, ΚΘΒΕ) jedna je od vodećih kazališnih organizacija u Grčkoj i Europi. Osnovano je 1961. godine i od tada doprinosi promociji kazališne umjetnosti kroz svoje predstave, gostovanja kako u Grčkoj tako i u inozemstvu, kao i kroz akcije na alternativnim mjestima. Kao pravna osoba privatnog prava, KTHBE dobiva grantove od Ministarstva kulture i sporta.
KTHBE je osnovano 13. siječnja 1961. godine u Solunu. Georgios Theotokas preuzeo je dužnost prvog predsjednika organizacije, dok je Sokratis Karantinos bio prvi umjetnički direktor. Prvu predstavu KTNG, 'Edip kralj' od Sofokla, režirao je Karantinos, a predstavljena je ljeti 1961. godine u antičkim kazalištima Filipi i Tasos, kao i na stadionu Kautanzoglio.
U početku je sjedište KTNG bilo u Kraljevskom kazalištu u Solunu, gdje je 2. prosinca 1961. godine premijerno izvedena njegova prva zimska sezona s predstavom 'Papaflesas' Spirosa Melasa, u režiji Pelosa Kaselisa. U jesen 1962. godine sjedište organizacije je premješteno u novoizgrađenu zgradu Društva za Makedonske Studije. Od svog osnivanja, KTNG se bavi nastavom djela grčke i strane drame, realizacijom turneja po glavnim gradovima sjeverne Grčke i zemlje, organizacijom predstava antičke drame i drugih klasičnih djela u antičkim kazalištima i drugim mjestima, kao i realizacijom raznih drugih događaja vezanih za kazalište i umjetnost općenito.
KTHBE ima pet zimskih šatora:
- Kraljevsko kazalište
- Teatar Društva za makedonistiku (EMS)
- Foaje kazališta Makedonskog društva
- Kazalište Lazarističkog samostana - Scena Sokratis Karantinos
- Malo kazalište samostana Lazarista

KTHBE također ima dva otvorena ljetna kazališta:
- Šumsko kazalište
- Kazalište Zemlje .